# Подистова, Лариса Николаевна
Лариса Николаевна Поди́стова (род. 20 октября 1967) — российская писательница и переводчик, филолог, педагог.

## Биография
Родилась в 1967 году в Алма-Ате, детство и юность провела в Якутии. В 1983 году попала в физико-математическую школу при НГУ, с тех пор живёт в Новосибирске, в Новосибирском Академгородке. По образованию филолог, по профессии педагог.
Работала редактором, переводчиком, дизайнером. Пишет стихи и прозу. Печатается в журналах «Уральский следопыт» (Екатеринбург), «Чайка» (Бостон, США), «Реальность фантастики» (Киев, Украина), «Полдень, XXI век» (СПб), «Невский альманах» (СПб), «Фома» (Москва), «Литературные кубики» (СПб), местных альманахах «Новосибирск», «Замысел» и др. В 2001 году выпустила совместно с московским поэтом Константином Андреевым сборник стихов «Критские сны». В 2005 году в издательстве АСТ (серия «Звездный лабиринт») вышла книга прозы в жанре фэнтези «Звезда над твоей дорогой».
С апреля 2008 года участница литературного семинара Геннадия Прашкевича.
С ноября 2013 является членом Новосибирского Союза Писателей.
Замужем за Андреем Подистовым, у них есть дочь Инна.

## Публикации
- Путь робинзона, повесть // Конец эпохи (№ 4-5 1995)
- Туман над Минас-Тиритом // Конец эпохи (№ 3-4 1996)
- Дети злого бога, повесть //Порог. — 2000. — # 3.
- Кольцо возврата, повесть //Порог. — 2000. — # 5.
- Двести слов для улыбки // Звездная дорога, 2003- # 7-8.
- Ключ // Порог (Кировоград), 2003 — # 6.
- Пламя свечи // Порог (Кировоград), 2003 — # 8.
- Поступь прогресса // Интересная газета (Киев), 2003 — # 5.
- Одиночество // Аэлита, № 9, 2003 г.
- Бастион. Рассказ // Полдень, XXI век, 2004, № 4.
- Криптограмма. Рассказ //Полдень XXI век — Номер 4. 2005 год.
- Звезда над твоей дорогой, повести // М.: АСТ, 2005 — (серия «Звездный лабиринт») ISBN 5-17-026526-3
- Бастард // Реальность фантастики (Киев). — 2005. — # 9.
- Замок // Реальность фантастики (Киев). — 2005. — # 12.
- Последний лученосец // Подистова Лариса. Звезда над твоей дорогой. — М.: ООО «Изд-во АСТ», 2005.
- Ученик // Подистова Лариса. Звезда над твоей дорогой. — М.: ООО «Изд-во АСТ», 2005.
- Муромская быль, роман // М.: Лепта, 2013.